# Abdelhay Sghaier
 (décembre 2012).
Abdelhay Sghaier (arabe : عبد الحيّ الصغيّر), né le 28 octobre 1933 à Gabès et décédé le 27 novembre 2012 à Tunis, est un diplomate tunisien.

## Biographie
Diplômé de l'École nationale d'administration et de la faculté de droit de Tunis, il milite activement dans les rangs du Néo-Destour à partir de 1947.
En octobre 1962, il est nommé administrateur du gouvernement et chargé de la rédaction et de la gestion du journal du Néo-Destour, L'Action tunisienne.
Il entame une carrière diplomatique comme chargé de mission à l'ambassade de Tunisie en France en 1963.
Il effectue ensuite de nombreux stages diplomatiques au sein de la Ligue arabe, de l'Office des Nations unies à Genève, de l'Académie diplomatique de Vienne, du ministère français des Affaires étrangères, du ministère tchécoslovaque des Affaires étrangères et de la Communauté économique européenne (1968-1969).
Il occupe en 1970 le poste de chef du service diplomatique et du service de presse auprès du Premier ministre Hédi Nouira.
À nouveau chargé de mission auprès de l'ambassade de Tunisie en France, en 1971-1972, il revient en Tunisie pour devenir directeur de L'Action tunisienne et ce jusqu'en 1980.
En 1981, il mène à bien la mission diplomatique visant à la création de l'ambassade de Tunisie en Mauritanie en tant que chargé d'affaires. Il y devient ambassadeur de Tunisie entre 1984 et 1987.
En 1988, il prend le poste de chargé de mission auprès du Premier ministère, avant de devenir ambassadeur extraordinaire et plénipotentiaire au Yémen, représentant également son pays en Somalie et à Djibouti.
De retour en Tunisie, il est nommé ambassadeur de Tunisie en Algérie, poste qu'il occupe jusqu'en 1995.
Plus tard, il occupe le poste de directeur général des affaires du monde arabe au sein du ministère des Affaires étrangères.
Après sa retraite, Sghaier reste actif dans la société civile, en tant que chargé de cours à l'Institut de financement du développement du Maghreb arabe et à l'Institut diplomatique pour la formation et les études, ainsi qu'en tant que secrétaire général de l'association Réseau méditerranéen pour le développement durable".
Marié en 1963, il est père de quatre enfants. Il parle arabe, français, anglais et allemand.

## Décorations
- Officier de l'Ordre tunisien de l'Indépendance
- Officier de l'Ordre de la République tunisienne
- Commandeur de l'Ordre du Mérite national (Mauritanie)